# Ewiggestriger
Als Ewiggestriger oder, als Adjektiv, ewiggestrig (abwertend) wird ein Mensch bezeichnet, der an seinen alten politischen Meinungen festhält und keinen Fortschritt erkennt bzw. anerkennt. Der Duden beschreibt einen ewiggestrigen Menschen als „jemand, der in seinen Ansichten rückständig ist und bleibt.“ Das dazugehörige Substantiv lautet Ewiggestrigkeit.
Dementsprechend wird der Begriff oft abwertend als politisches Schlagwort verwendet. In den frühen 1930er Jahren denunzierten beispielsweise die Mitglieder der nationalsozialistischen Kameradschaften die traditionellen Studentenverbindungen als „reaktionär“, „spießig“ und „ewiggestrig“.
Heute werden beispielsweise Anhänger des Nationalsozialismus (Neonazismus) oder des Rassismus als Ewiggestrige tituliert.

## Wortherkunft
Der Begriff stammt aus Friedrich von Schillers Tragödie Wallensteins Tod: Der Heerführer zögert, den Abfall vom Kaiser zu vollziehen, weil er erkennt:
„Ein unsichtbarer Feind ist’s, den ich fürchte,

Der in der Menschen Brust mir widersteht,

Durch feige Furcht allein mir fürchterlich.

Nicht, was lebendig, kraftvoll sich verkündigt,

Ist das gefährlich Furchtbare. Das ganz

Gemeine ist’s, das ewig Gestrige,

Was immer war und immer wiederkehrt

Und morgen gilt, weil’s heute hat gegolten!“